# Michael Gover
Michael Ole Phillipson Gover, (Dinamarca, 31 de agosto de 1913 - Sussex, Inglaterra, mayo de 1987) fue un actor inglés. Era conocido por interpretar el papel de Arthur Russell en la serie de televisión de la BBC, Survivors.
Empezó a trabajar como actor después de haber fracasado en su sueño de convertirse en astronauta, apareciendo por primera vez como actor en un episodio de Los vengadores en 1963. Regresó al programa dos episodios después.
Sus otras apariciones como actor en televisión incluyen diez episodios de Z-Cars, The Troubleshooters, Dixon of Dock Green, Softly, Soflty, Randall and Hopkirk y Doomwatch.
Entre sus papeles en el cine destaca el de gobernador de la prisión en La naranja mecánica (1971) y a uno de los ancianos en Superman (1978). Murió en Sussex en 1987.

## Filmografía selecta
- The Magnificient Two (1967)
- The Strange Affair (1968)
- The Assassination Bureau (1969)
- Frankenstein Must Be Destroyed (1969)
- La naranja mecánica (1971)
- 11 Harrowhouse (1974)
- Superman: The Movie (1978)